# مورافيرا
مورافيرا، (بالإنجليزية: Muravera)‏، (سردينيا: Murera)، (لاتينية: Sarcapos) هي بلدية، في مقاطعة جنوب سردينيا، في إقليم سردينيا الإيطالي، على بعد حوالي 45 كم (28 ميل) شمال شرق كالياري، في سارابوس.

## السكان
في سنة 1861 بلغ عدد السكان 1٬794 نسمة، وتطور العدد ليصل في سنة 2011 لـ 5٬162 نسمة.
يظهر هذا المخطط البياني تطور النمو السكاني لـ مورافيرا